# Miagrammopes bifurcatus
Miagrammopes bifurcatus là một loài nhện trong họ Uloboridae.
Loài này thuộc chi Miagrammopes. Miagrammopes bifurcatus được miêu tả năm 2004 bởi Dong et al..